# Demonassa (Tochter des Amphiaraos)
Demonassa (altgriechisch Δημώνασσα Demṓnassa) ist in der griechischen Mythologie die Tochter des Amphiaraos und der Eriphyle. Ihre Geschwister waren Eurydike, Amphilochos und Alkmaion.

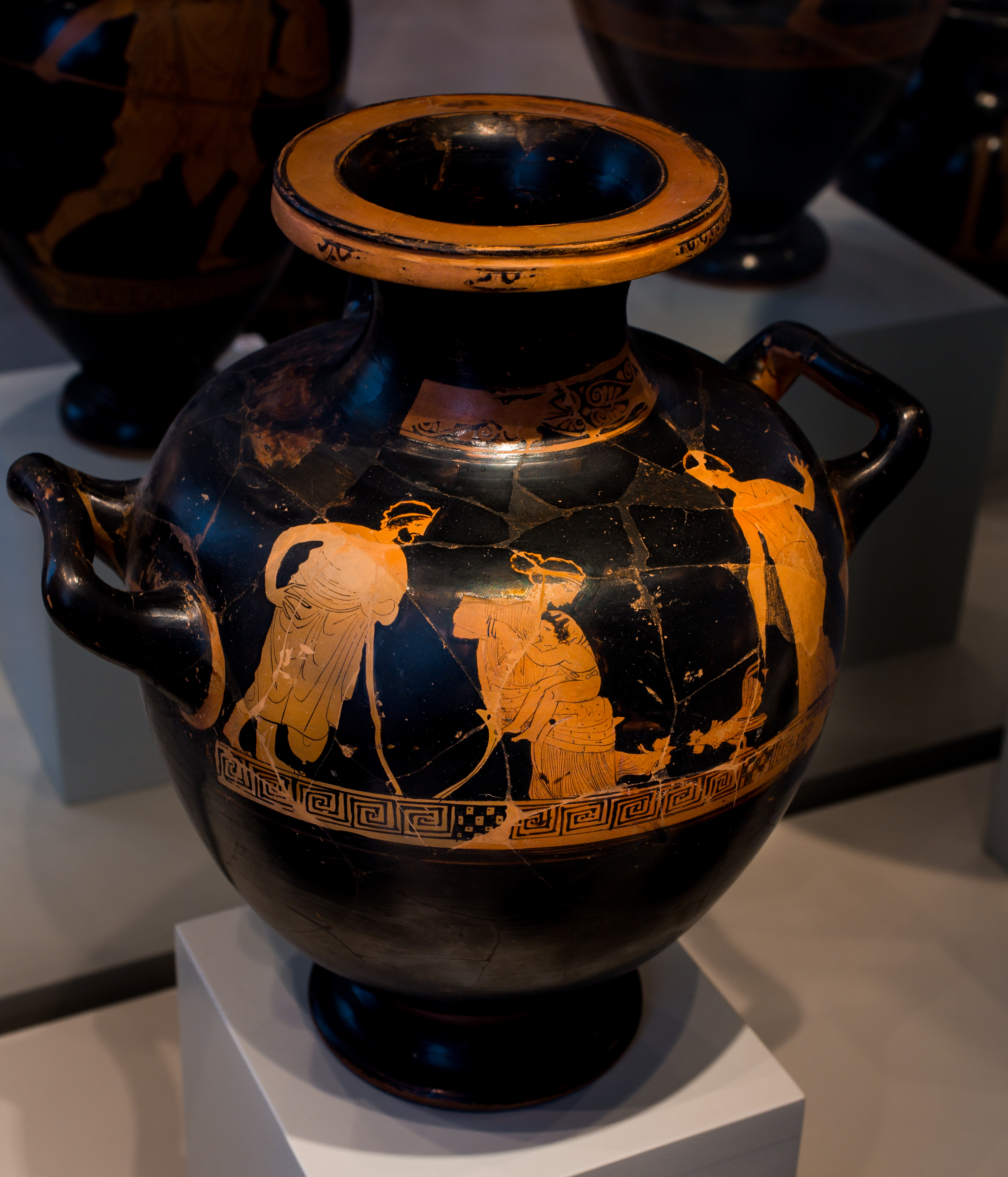
Hydria, Berlin Antikensammlung F 2395: Demonassa rechts, Wolle spinnend

Demonassa war die Gemahlin des Thersandros, des Königs von Theben und Teilnehmers am Trojanischen Krieg. Sie ist die Mutter von Teisamenos, der – zunächst von Peneleos als Vormund vertreten – in der Königswürde von Theben seinem Vater nachfolgte. Sie war zusammen mit ihrer Mutter, ihrer Schwester und ihrem Bruder Alkmaion auf der Lade des Kypselos, einem Weihgeschenk im Heiligtum von Olympia dargestellt. In ganz ähnlicher Szene war sie nach einer Beischrift (Δημοάνασσα Dēmoánassa) als kleines Mädchen auf dem korinthischen sogenannten Amphiaraos-Krater dargestellt. Erhalten ist eine Darstellung auf einer rotfigurigen attischen Hydria in der Antikensammlung Berlin, sie zeigt die spinnende Demonassa rechts neben Eriphyle auf einem Stuhl mit dem Knaben Alkmaion, links Amphiaraos, alle mit Beischrift.